# Luke Stewart

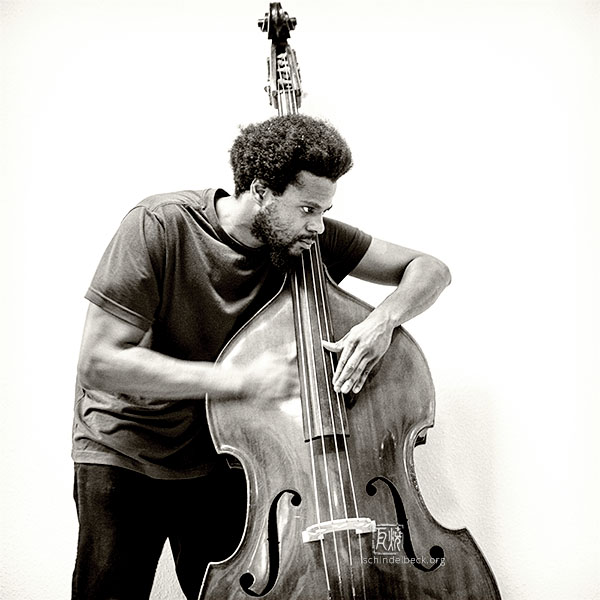
Luke Stewart (Moers Festival, 2022)

Luke Stewart (* 1987) ist ein US-amerikanischer Jazz-  und Improvisationsmusiker (Kontrabass, Elektronik, Komposition).

## Leben und Wirken
Stewart wuchs in Ocean Springs auf, 150 Kilometer östlich von New Orleans. Nach der Trennung der Eltern lebte er bei seiner Mutter. Durch das Radio, das den ganzen Tag lief, lernte er den Jazz kennen. Als Zehnjähriger begann er zunächst, Saxophon zu spielen. Über Freunde in der Highschool kam er über die Gitarre zum E-Bass, den er in einer Punkband spielte. Dann besuchte er an der University of Mississippi das College, um ab 2005 in Washington, D.C., an der American University Tontechnik zu studieren. In Washington kam er in Kontakt mit der Jazzszene, spielte aber auch weiterhin Punk und Indie-Rock.
In New York City studierte Stewart bei Hamiet Bluiett und bei Steve Novosel, die ihn ermutigen, auf den Kontrabass zu wechseln. Im Hauptberuf war Stewart acht Jahre lang Produktionskoordinator für den Sender WPFW 89.3FM sowie Gastgeber der Sendung The Vibes von Overnight Jazz, einem wöchentlichen Jazzprogramm. Durch WPFW hatte er Gelegenheit, mit einigen wegweisenden Persönlichkeiten der Musik und sozialen Bewegungen wie Chuck Brown, Yusef Lateef, Randy Weston, Muhal Richard Abrams, Juma Sultan und Amiri Baraka zusammenzutreffen. Ab den späten 2010er-Jahren arbeitete er als Bassist mit Künstlern wie William Hooker (Pillars … at the Portal, mit Jon Irabagon, James Brandon Lewis und Anthony Pirog) und mit James Brandon Lewis (An UnRuly Manifesto, 2019).
Zu Stewarts regulären Ensembles gehört Trio OOO. Er ist auch ein Solo-Interpret, der Originalmaterial und Improvisationen an der gesamten Ostküste der USA präsentiert hat. Unter eigenem Namen legte er die Produktionen Rhizome Residency - Solos und Works for Upright Bass and Amplifier vor, gefolgt von Luke Stewart Exposure Quintet (2020), mit Edward Wilkerson, Ken Vandermark, Jim Baker und Avreeayl Ra. Mit seinem Trio Silt (mit Brian Settles und Chad Taylor) legte er 2022 das Album The Bottom (Cuneiform Records) und 2024 Unknown Rivers (Pi Recordings) vor.
Seit der Gründung 2017 gehört Stewart zur Formation Irreversible Entanglements mit Camae Ayewa, Aquiles Navarro, Keir Neuringer, Tcheser Holmes und ist an deren Alben wie Who Sent You? (2020), Open the Gates (2021) und Protect Your Light (2023) auch mit eigenen Kompositionen beteiligt. Er ist außerdem Mitglied der experimentellen elektronischen Gruppe MOM ^ 2 (Mind Over Matter, Music Over Mind), mit der er zu Auftritten und Vorträgen an der University of South Carolina sowie zu Auftritten beim Sonic Circuits Festival für experimentellen Musik eingeladen wurde.
In der Band von Melvin Gibbs gastierte Stewart 2019 in New York City auf dem Vision Festival, im Trio mit Thurston Moore und Leila Bordreuil in The Stone. Des Weiteren gehörte er zum Quartett von David Murray. Außerdem trat er mit Musikern wie Jaimie Branch, Daniel Carter, Michael Foster, Shelley Hirsch, Amirtha Kidambi, Brandon Lopez, Brian Settles, Anthony Pirog und Fay Victor auf. Zu hören ist er u. a. auch in Devin Grays GPS Trio (Blast Beat Blues, 2019, mit Chris Pitsiokos), auf David Murrays Album Francesca (2024), auf Luís Vicentes House in the Valley (2023) und auf Anthony Pirogs The Hunger Artist (2024).

## Diskographische Hinweise
- Rhizome Residency – Solos (2017)

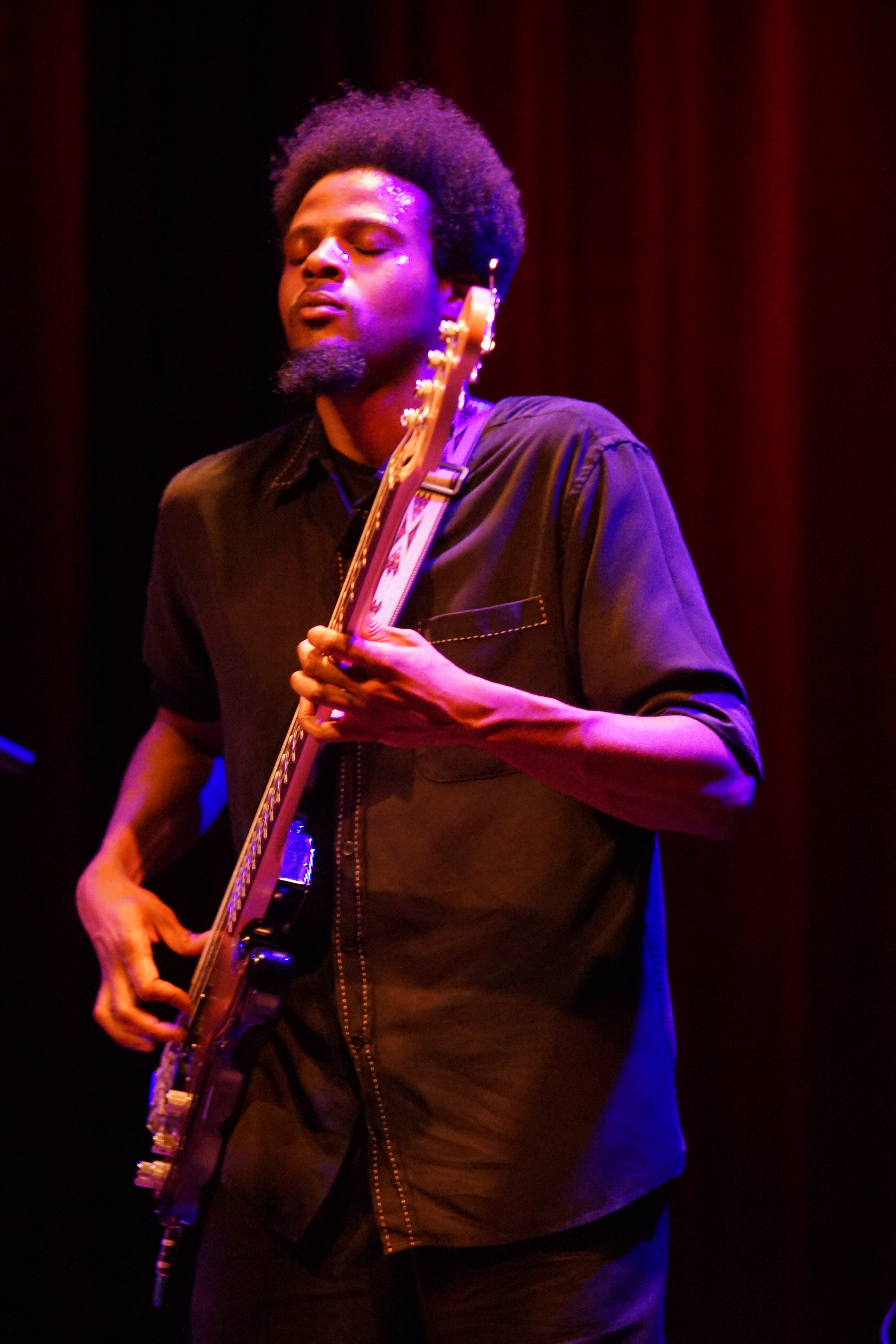
Luke Stewart am E-Bass mit dem James Brandon Lewis Trio (2017)

- Works for Upright Bass and Amplifier (Astral Spirits, 2018)
- Devin Gray, Luke Stewart, Chris Pitsiokos: GPS Trio Blast Beat Blues (Rataplan Records, 2019)
- Brandon Lopez, Luke Stewart, Trevor Dunn, Richard Hoffman: NYC Liminal Series, Vol. 1 (2020)
- Luke Stewart Exposure Quintet (Astral Spirits, 2020)
- Luke Stewart & Tashi Dorji: Phases (2020)
- Luke Stewart / Patrick Shiroishi (2021)
- Luke Stewart & Jarvis Earnshaw Quartet (2021)
- Works for Electric Bass Guitar (2021)
- Luke Stewart’s Silt Trio: The Bottom (Cuneiform, 2022)
- Amirtha Kidambi & Luke Stewart: Zenith/Nadir (2022)
- Luke Stewart’s Silt Trio Unknown Rivers (Pi Recordings, 2024)
- Luke Stewart / Silt Remembrance Ensemble: The Order (Cuneiform, 2025)